# Vizcondado de Banderas
El vizcondado de Banderas es un título nobiliario español creado el 27 de marzo de 1837 por la reina Isabel II, durante la regencia de su madre María Cristina de Borbón-Dos Sicilias, a favor del capitán general Baldomero Espartero.

## Vizcondes de Banderas
|                        | Titular                                                 | Periodo                |
| Creación por Isabel II | Creación por Isabel II                                  | Creación por Isabel II |
| ---------------------- | ------------------------------------------------------- | ---------------------- |
| I                      | Joaquín Baldomero Fernández-Espartero y Álvarez de Toro | 1837-1879              |
| II                     | Eladia Fernández-Espartero y Blanco                     | 1879-1893              |
| III                    | Pablo Montesino-Espartero y Juliá                       | 1982-2010              |
| IV                     | Francisco de Borja Montesino-Espartero y Velasco        | 2012-hoy               |

## Historia de los vizcondes de Banderas
- Joaquín Baldomero Fernández-Espartero y Álvarez de Toro (1793-1879), I vizconde de Banderas, I duque de la Victoria, I conde de Luchana, I Príncipe de Vergara (vitalicio), I duque de Morella (vitalicio).

Casó con María Jacinta Martínez de Sicilia y Santa Cruz. Sin descendientes. Le sucedió la hija única de su hermano Francisco Fernández Espartero y Álvarez de Toro, su sobrina:
- Eladia Fernández de Espartero y Blanco (m. 1897), II vizcondesa de Banderas, II duquesa de la Victoria, II condesa de Luchana (No heredó los títulos de duquesa de Morella, ni princesa de Vergara, por ser estos dos títulos personales y vitalicios).

Casó con Cipriano Segundo Montesino y Estrada. Le sucedió, por rehabilitación:
- Pablo Montesino-Espartero y Juliá (1934-2010), III vizconde de Banderas, V duque de la Victoria.

Casó con María del Carmen Velasco y Martín de Rosales. Le sucedió su hijo:
- Francisco de Borja Montesino-Espartero y Velasco, IV vizconde de Banderas.

Casó con Elena Elorza y Unzurrunzaga. Con ella tuvo a: Iñigo Montesino-Espartero y Elorza (n. 1996) y Francisco de Asís Montesino-Espartero y Elorza (n. 1998).